# 奧斯特羅韋茨區
奧斯特羅韋茨區（羅馬化：Ostrovetskiy rayon）是白俄羅斯西北部格羅德諾州的一個區，行政中心为奧斯特羅韋茨，面積1,568.77平方公里，2009年人口24,266，人口密度每平方公里15.47人。